# Vassili Zagorski
Vassili Petrovitch Zagorski (Васи́лий Петро́вич Заго́рский), né en 1846 et mort en 1912, est un architecte russe, actif surtout à Moscou. Son œuvre la plus connue est le conservatoire de Moscou.

## Biographie
Il étudie à partir de 1864 à l'Académie impériale des beaux-arts de Saint-Pétersbourg. Il reçoit en 1871 le titre d'artiste d'architecture de 2e classe pour un projet d'église orthodoxe et en 1877, de 1re classe pour un projet de gare. Au début des années 1880, Zagorski est assistant-architecte, puis architecte du département du palais de Moscou (à partir de 1903, de l'administration du palais). Il reçoit le titre d'architecte de la Cour en 1901. Il est chargé de superviser la construction et la restructuration de tous les bâtiments de Moscou appartenant à la Cour impériale. Il restaure le grand palais du Kremlin, le petit palais Nicolas, le palais des Menus Plaisirs et d'autres édifices du Kremlin de Moscou. En 1881, il reçoit pour son projet d'hospice de soixante femmes et trente hommes, le titre d'académicien d'architecture. En 1883 et en 1896, il dirige les aménagements du Kremlin dans le cadre des festivités du couronnement d'Alexandre III et de celui de Nicolas II. Zagorski est l'un des auteurs du monument d'Alexandre II au Kremlin. En plus de son service public, il dispose aussi d'une clientèle privée. Il démissionne en 1910 pour raisons de santé.
Son œuvre la plus importante est le conservatoire de Moscou, rue Bolchaïa Nikitskaïa, dont l'inauguration a lieu en 1901 et dont il a réalisé gratuitement les plans. À la fin de la construction du bâtiment, il a soumis une demande à la direction de la branche moscovite de la Société musicale russe, dans laquelle il proposait « de conserver à vie et gratuitement le poste d'architecte du bâtiment du conservatoire ». Sa demande est acceptée cette même année.
Il vivait à Moscou dans une maison particulière au n° 41 du chemin Balakirevski.

## Quelques œuvres

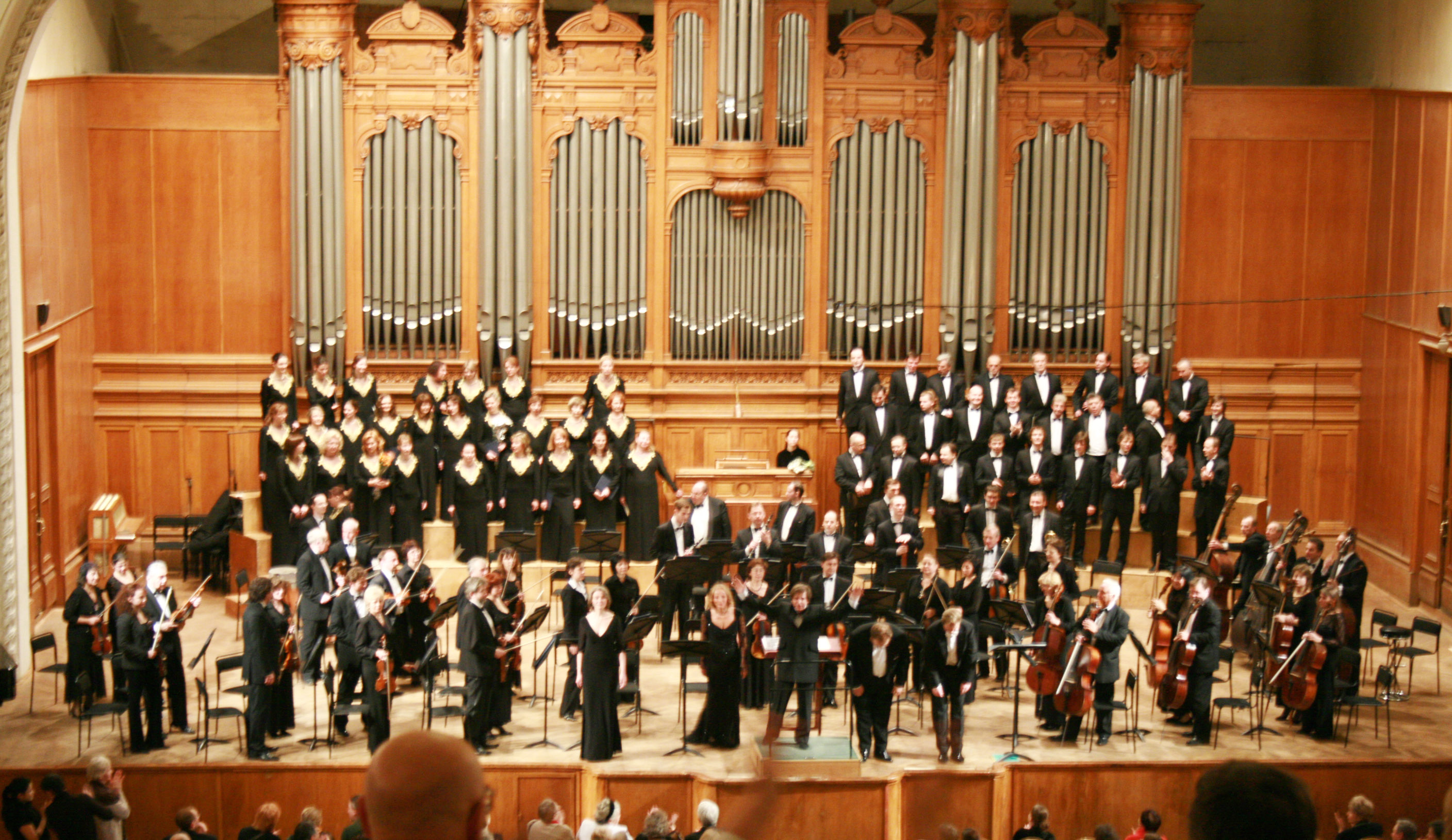
Scène de la grande salle du Conservatoire de Moscou.

- Immeuble de rapport avec magasins (réaménagement de l'hôtel particulier Arestov-Lentochnikov-Mikhaïlov) (1882, Moscou, boulevard Tverskoï, 7/2 — rue Malaïa Bronnaïa, 2/7), objet du patrimoine culturel protégé d'importance régionale[2];
- Reconstruction d'un immeuble de rapport (1884, Moscou, chemin Nachtchokinski, 10);
- Immeuble de rapport Kamzolkine (1885, Moscou, prospekt Mira, 3);
- villa du domaine de N.I. Konchine (vers 1885, gouvernement de Kalouga);
- Aménagement de l'hôtel particulier Raïevski (1885-1887, Moscou, rue Petrovka, 14, bât. 1, 3, 5)[2];
- Datcha d'А.А. Azantchevskaïa (1888-1889, Moscou, parc Sokolniki)[3], démolie;
- Hôtel Kniajy dvor («Княжий двор») (1891, Moscou, chemin Maly Znamensky, 1/14 — rue Volkhonka, 14/1, bât. 6)[2];
- Immeuble de rapport (1892, Moscou, chemin Leontievsky, 14)[2];
- Hôtel particulier Korneïev-Schubert (1892, Moscou, rue Sadovaïa-Koudrinskaïa, 4, bât. 3 et 6, bât. 1)[4][2];
- Aménagement de l'église Saint-Alexandre-Nevski de l'hospice pour malades en phase terminale Alexandre II (1892, Moscou, entre les n° 6 et 2/49 de la rue Ostriakov), disparue[5]
- Annexe de la grande salle du Jardin de l'Ermitage (rue Karetny Riad, 3);
- Immeuble de rapport Zassetski («Кузнецкий пассаж») (1894-1895, Moscou, rue du Pont des Forgerons, 4/3 — chemin Kopiovski, 3/4, bât. 1)[2];
- Conservatoire de Moscou, avec la participation d'Alexandre Nisselsohn (1895-1901, Moscou, rue Bolchaïa Nikitskaïa, 13/6 — chemin Sredny Skidlovsky, 6/13)[2];
- Immeuble de rapport (1898, Moscou, chemin Nijny Kislovsky, 8, bât. 2), objet identifié du patrimoine culturel[4][2];
- Chapelle funéraire du grand-duc Serge Alexandrovitch de Russie au monastère Tchoudov (1906, Moscou, Kremlin), disparue.

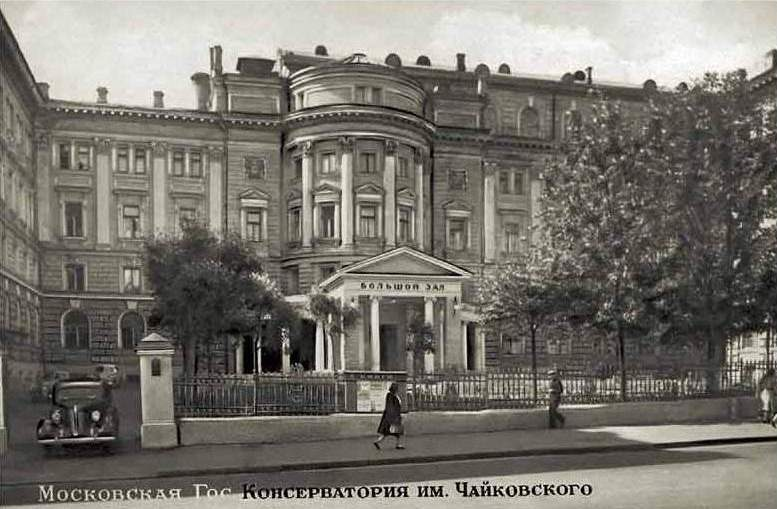
Conservatoire Tchaïkovski de Moscou.
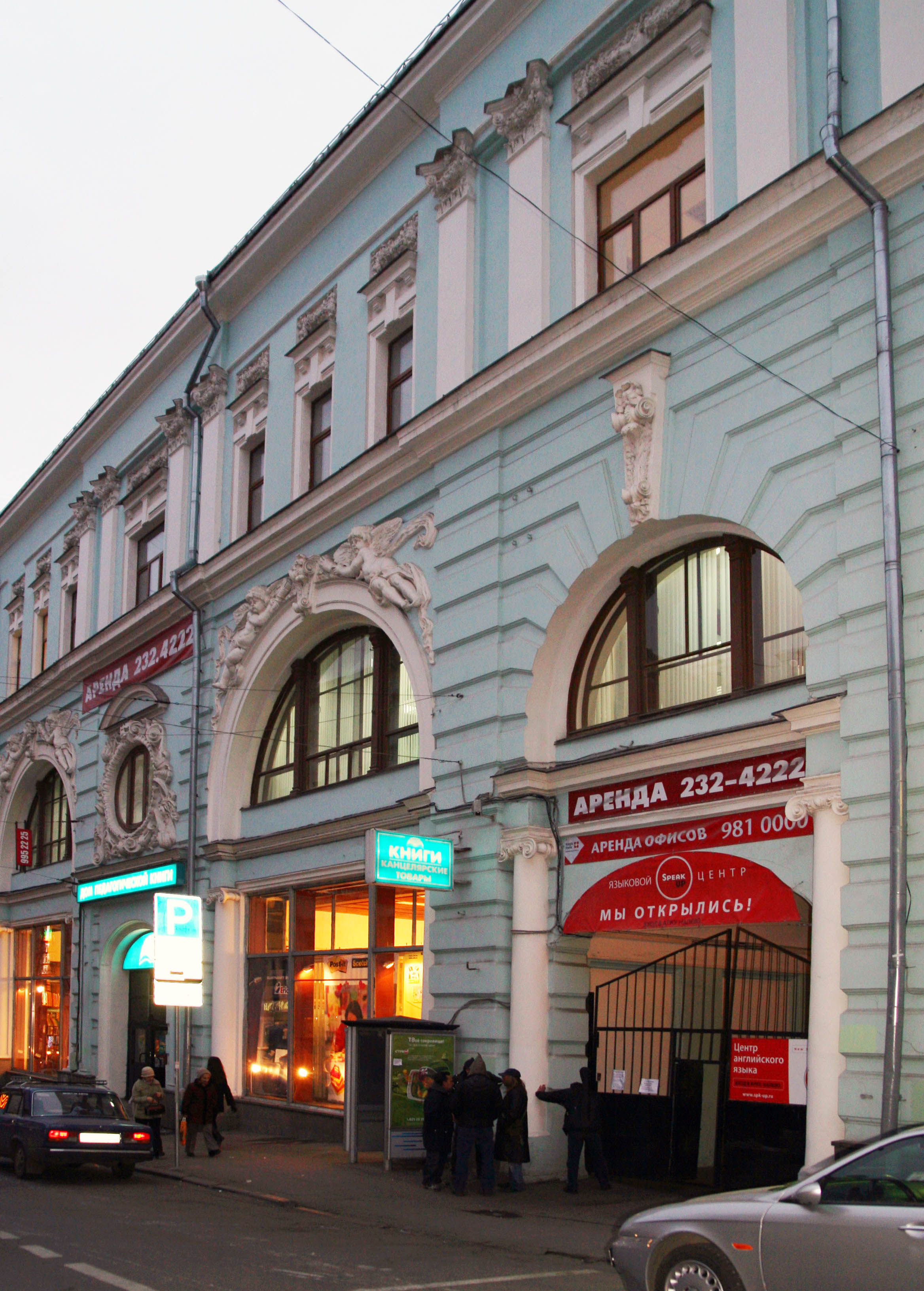
Immeuble de rapport Zassetski («Passage Kouznetski»)